# المسيحية والعنف المنزلي
المسيحية والعنف المنزلي، مفهوم يتناول الجدل في المجتمعات المسيحية فيما يتعلق بالاعتراف بالعنف المنزلي والاستجابة له، والذي تعقده ثقافة الصمت والقبول بين ضحايا الإساءة. هناك بعض الآيات في الكتاب المقدس التي يستخدمها المعتدون لتبرير تأديب زوجاتهم.

## سوء المعاملة في إطار الزواج
تدين الجماعات والسلطات المسيحية بشكل عام العنف المنزلي باعتباره غير متسق مع الواجب المسيحي العام في محبة الآخرين ومع العلاقة الكتابية بين الزوج والزوجة.

### العلاقة بين الزوج والزوجة
جاء وفقًا لاتحاد المطارنة الكاثوليك في الولايات المتحدة: أن «الرجال الذين يمارسون سوء المعاملة، يبررون سلوكهم باستخدام الرسالة إلى أهل أفسس خارج سياقها، مع كون الآيات 21-33 تشير إلى الطاعة المتبادلة بين الزوج والزوجة بدافع حب المسيح. على الأزواج أن يحبوا زوجاتهم كما يحبون أنفسهم، وكما يحب المسيح الكنيسة».
أثار بعض اللاهوتيين المسيحيين، مثل الكاهنتان ماري فورتشن وماري بيلور، التساؤل حول الارتباط الوثيق بين المسيحية الأبوية والعنف المنزلي وسوء المعاملة. كتب ستيفن تريسي، مؤلف كتاب «البطريركية والعنف الأسري»: «يعدّ النظام الأبوي الذي قد لا يكون السبب الرئيسي لجميع الانتهاكات، عاملًا مهمًا للغاية، إذ يمتع الذكور في النظام الأبوي التقليدي بسلطة مفرطة ... وهو ليس التفسير الوحيد للعنف ضد المرأة، إذ أننا نتوقع أن تُشوه رئاسة الذكور من قبل الرجال المتزعزعين وغير السويّين لتبرير هيمنتهم وإساءة معاملتهم للمرأة».
قلة من الدراسات التجريبية التي تناولت العلاقة بين الدين والعنف المنزلي. عدم وجود تفسير واحد للاعتداء على الزوجة كافٍ لشرح البيانات المتاحة، وفقًا لدوتون. وجدت دراسة أجراها دوتون وبراونينغ أن كراهية النساء مرتبطة بأقلية فقط من الشركاء الذكور المسيئين.
لم تجد دراسة كامبل عام 1992 أي دليل على زيادة العنف ضد النساء في الثقافات الأكثر بطريركية. لاحظت دراسة بيرسون في عام 1997 أن «الدراسات التي أجريت على الضاربين من الذكور قد فشلت في تأكيد أن هؤلاء الرجال أكثر تحفظًا أو أكثر تحيزًا جنسيًا في الزواج من الرجال غير العنيفين».
يشير تقرير صادر عن كنيسة إنجلترا في عام 2006 استجابةً للعنف المنزلي، إلى أنه ينبغي استبدال الأبوية بدلًا من إعادة تفسيرها: «اتباع خطى المسيح ستغير أنماط الهيمنة والخضوع إلى تبادلية الحب، والرعاية الوفية وتقاسم الأعباء. أطيعوا بعضكم البعض خشوعًا للمسيح (أفسس 5-21). على الرغم من استمرار الميول الأبوية القوية في المسيحية، فإن مثال المسيح يحمل بذور إزاحتها من خلال نموذج أكثر تناسبًا واحترامًا للعلاقات بين الذكور والإناث».